# Sidi Lahcene
Sidi Lahcene è un comune dell'Algeria, situato nella provincia di Sidi Bel Abbes.